# Olszewo-Cechny
Olszewo-Cechny (prononciation : [ɔlˈʂɛvɔ ˈt͡sɛxnɨ]) est un village polonais de la gmina d'Andrzejewo dans le powiat d'Ostrów Mazowiecka de la voïvodie de Mazovie dans le centre-est de la Pologne.
Il se situe à environ 2 kilomètres au sud d'Andrzejewo (siège de la gmina), 20 kilomètres à l'est d'Ostrów Mazowiecka (siège du powiat) et à 105 kilomètres au nord-est de Varsovie (capitale de la Pologne).
Le village compte approximativement une population de 70 habitants en 2006.

## Histoire
De 1975 à 1998, le village appartenait administrativement à la voïvodie de Łomża.